# L'Extravagant Voyage du jeune et prodigieux T. S. Spivet
L'Extravagant Voyage du jeune et prodigieux T. S. Spivet (O Jovem Prodígio T.S. Spivet (título em Portugal) ou Uma Viagem Extraordinária (título no Brasil)) é um filme de aventura e drama franco-canadiano escrito, produzido e realizado por Jean-Pierre Jeunet e baseado na obra The Selected Works of T.S. Spivet do autor norte-americano Reif Larsen. A longa-metragem protagonizou Helena Bonham Carter, Judy Davis, Callum Keith Rennie e Kyle Catlett. O filme foi apresentado no Festival Internacional de Cinema de San Sebastián a 28 de setembro de 2013.
O filme foi lançado nos cinemas franceses a 16 de outubro de 2013, no Brasil foi lançado a 6 de novembro de 2014 e em Portugal estreou-se a 27 de agosto de 2015.

## Elenco
- Kyle Catlett como T.S. Spivet
- Helena Bonham Carter como Dr. Clair
- Judy Davis como G.H. Jibsen
- Callum Keith Rennie como Pai
- Niamh Wilson como Gracie
- Jakob Davies como Layton
- Rick Mercer como Roy
- Dominique Pinon como Two Clouds
- Julian Richings como Ricky
- Richard Jutras como Sr. Stenpock

## Recepção
No agregador de críticas Rotten Tomatoes, que categoriza as opiniões apenas como positivas ou negativas, o filme tem um índice de aprovação de 76% calculado com base em 51 comentários dos críticos que é seguido do consenso: "O jovem e prodigioso T .S. Spivet traz seu material de origem mais vendido lindamente à vida, oferecendo uma mistura de emoções visuais e (...) pungente que ajudam a unir o filme, apesar de um ocasional excesso de peculiaridades." Já no agregador Metacritic, com base em 11 opiniões de críticos que escrevem em maioria para a imprensa tradicional, o filme tem uma média aritmética ponderada de 53 entre 100, com a indicação de "revisões mistas ou neutras".